# Vasso Papandreou
Vasso Papandreou (en griego, Βάσω Παπανδρέου; Valimitika, Acaya, 9 de diciembre de 1944-Chalandri, 17 de octubre de 2024) fue una economista, política y profesora universitaria griega, que formó parte de la Comisión Europea (1989-1993), siendo además varias veces ministra del país heleno.

## Actividad académica
Estudió Ciencias Económicas a la Universidad de Atenas, en la cual se graduó en 1969. Posteriormente, en 1971 culminó sus estudios de maestría en la Universidad de Londres y en 1980 recibió el doctorado de la Universidad de Reading. 
Interesada en la docencia en el año 1971 fue nombrada profesora de Economía de la Universidad de Exeter, cargo que va ocupar hasta finales el 1973. Después de dos años como investigadora de la Universidad de Oxford, en 1981 fue nombrada profesora de la Universidad de Atenas.

## Actividad política
En 1974 participó en la fundación del Movimiento Socialista Panhelénico (PASOK) al lado de Andreas Papandreou. En 1984 fue designada como integrante del Consejo Ejecutivo del partido. En 1985 fue nombrada Ministra adjunta de Industria, Energía y Tecnología, y en 1988, Ministra adjunta de Comercio. 
En enero de 1989 fue escogida como comisaria de la Comisión Delors II, en la cual fue nombrada Comisaria Europea de Trabajo y Asuntos Sociales, cargo que mantuvo hasta fines el 1992.
El 1993 fue elegida diputada al Parlamento de Grecia, siendo nombrada posteriormente jefe de la delegación griega a la Asamblea Parlamentaria del Consejo de Europa. En 1996 fue designada como Ministra de Desarrollo en el gobierno de Costas Simitis, cargo que desempeñó hasta finales de 1999, cuando fue nombrada Ministra del Interior, Administración Pública y Descentralización. Desde 2001 hasta el cambio de partido de gobierno en 2004, se desempeñó como Ministra de Medio Ambiente y Obras Públicas. 